# جين فيكيت
جين فيكيت (بالإنجليزية: Gene Fekete)‏ هو مدرب كرة سلة أمريكي، ولد في 31 أغسطس 1922، وتوفي في 28 أبريل 2011.

## وصلات خارجية
- جين فيكيت على موقع مرجع كرة القدم المحترفة.كوم (الإنجليزية)